# Pico do Facho (Açores)
O Pico do Facho é uma elevação portuguesa localizada na freguesia açoriana de Santo Antão, concelho da Calheta, ilha de São Jorge, arquipélago dos Açores.
Este acidente geológico encontra-se geograficamente localizado próximo da Ribeira dos Vimes e da Fajã dos Vimes além se de encontrar intimamente relacionado com maciço montanhoso central da ilha de são Jorge do qual faz parte.
Esta elevação localiza-se em plena Serra do Topo, com uma encosta muito inclinada para a costa Sul da ilha com descidas vigorosas em direção à Fajã do Castelhano, Fajã do Salto Verde, e Fajã da Ribeira Funda. Localiza-se entre o Pico dos Frades e o Pico dos Cabecinhos.
Esta formação geológica localizada a 854 metros de altitude acima do nível do mar apresenta escorrimento pluvial para a costa marítima e deve na sua formação geológica a um escorrimento lávico e piroclástico antigo.